# ヴィプレヒト2世 (グロイチュ伯)
ヴィプレヒト2世（Wiprecht II., 1050年頃 - 1124年5月22日）は、神聖ローマ帝国の領邦君主の1人で、グロイチュ伯、オストマルク、ラウジッツ辺境伯及びマイセン辺境伯（在位：1123年 - 1124年）。アルトマルクの貴族一門の出身でバルザムガウ伯ヴィプレヒト1世の子。

## 生涯
1060年の父の死後、ノルトマルク辺境伯であったウード2世のシュターデの家で育った。1070年にヴィプレヒト2世は自分が相続したバルザムガウの所領を、ウード2世のオスターラントのグロイチュ城と交換した。エルベ川、ムルデ川及びプライセ川に挟まれたグロイチュ伯領に入植者を呼び寄せたが、この植民はオスターラントの土着豪族達の間の戦争を招き、ヴィプレヒト2世は放逐されてしまった。
彼はプラハのボヘミア公ヴラチスラフ2世の元へ逃れ、その参謀となった。神聖ローマ皇帝ハインリヒ4世にも気に入られたヴィプレヒト2世はヴラチスラフ2世がボヘミア王の王冠を手にするのに尽力し、1080年にグロイチュ城に戻った。1085年頃、ヴラチスラフ2世の娘ユーディトと結婚し、彼女は嫁資としてニサニ地方（ドレスデンの周辺地域）とブディシン地方とをもたらした。ユーディトとの間に2男1女を儲け、1087年に長男のヴィプレヒト3世が、1090年頃に次男のハインリヒが生まれた。娘ベルタ（生年不詳）はヴェッティン伯デード4世に嫁いだ。
1080年、叙任権闘争から始まった神聖ローマ帝国の内戦でヴィプレヒト2世はハインリヒ4世側につき、対立王のシュヴァーベン大公ルドルフと戦い、1084年にはローマに転戦し、教皇グレゴリウス7世と戦った。一方で1089年、ローマやサンティアゴ・デ・コンポステーラに巡礼に出かけた。1091年にはペーガウにベネディクト会の修道院、聖ヤコブ修道院を創設した。
1106年、ハインリヒ4世の息子ハインリヒ5世が父に対して起こした反乱に参加、ローマ王に即位させた。同年にハインリヒ4世が死去、ハインリヒ5世は名実共にローマ王となった。1108年に妻ユーディトが亡くなった後、1110年にヴァイマール＝オーラミュンデ伯兼マイセン辺境伯オットー1世の娘クニグンデと結婚した。この結婚は長男のヴィプレヒト3世がクニグンデと前夫クーノ・フォン・ノルトハイムとの間に生まれた同名の娘と結婚するのと同時に行われた二重挙式であった。
しかし、ヴィプレヒト3世はボヘミアの内戦に関わり、1110年に母方の伯父に当たるボジヴォイ2世をボヘミア公に復位させようと試みたが、これはヴィプレヒト2世にまでハインリヒ5世の不興が及ぶ結果となった。結果、ヴィプレヒト3世はボジヴォイ2世と共にハンマーシュタインの城に押し込まれた。ヴィプレヒト2世は、ニサニ地方、ブディシン地方及びライスニヒとモルンゲンの領主権と引き替えに息子を解放させた。
1113年、ヴィプレヒト2世はテューリンゲン伯ルートヴィヒ・デア・シュプリンガー（テューリンゲン方伯ルートヴィヒ1世の父）及びヴァイマール＝オーラミュンデ伯ジークフリート2世と反皇帝同盟を結んだが、マンスフェルト伯ホイヤー1世に打ち負かされた。死刑は全財産没収と引き替えに免除されたが、1117年までトリフェルス城に幽閉された。ヴィプレヒト3世は反皇帝派のザクセン公ロタール・フォン・ズップリンブルク側に参戦、1115年2月11日のヴェルフェスホルツの戦いでハインリヒ5世と戦って勝利した（マンスフェルト伯ホイヤー1世はこの戦いで落命した）が、1117年に亡くなった。1118年にヴィプレヒト2世は釈放され、差し押さえられていた資産を取り戻し、マクデブルク城伯に任命された。
1123年、アイレンブルク伯兼マイセン辺境伯ハインリヒ2世が亡くなるとヴィプレヒト2世はハインリヒ5世を買収し、マイセン辺境伯及び下ラウジッツ辺境伯に任ぜられた。これに対し、ザクセン公ロタールやザクセンの貴族達が争いを起こし、ヴィプレヒト2世は追放されてしまった。ロタールはヴィプレヒトへのマイセン辺境伯位、オストマルク辺境伯位の叙任を無視し、同年にヴェッティン家のコンラート（ハインリヒ2世の従叔父、ヴェッティン伯デード4世の弟）にマイセン辺境伯領を、アルブレヒト熊公にオストマルクと下ラウジッツ辺境伯領を与えた。ヴィプレヒト2世はこの動きに対抗出来ず、コンラートの実効支配を崩せなかった。
1124年に婿のデード4世が亡くなると巡礼の旅に出た。同年、ハレの居館で火事に遭い、重い火傷を負った。この負傷が原因で、ペーガウの聖ヤコブ修道院で亡くなった。グロイチュ伯領はデード4世の未亡人となっていた娘ベルタが相続、次男のハインリヒはマクデブルク城伯と下ラウジッツ辺境伯を後に受け継いだが、マイセン辺境伯位を相続することは出来なかった。後妻クニグンデとの間に子供は生まれなかったと伝えられている。